# ژانا بدووا
ژانا بدووا (روسی: Жа́нна Ио́сифовна Бадо́ева؛ زادهٔ ۱۸ مارس ۱۹۷۶) بازیگر، کارگردان، مجری، مجری تلویزیون، طراح، تهیه‌کننده تلویزیونی، آموزشگر، و آموزگار اهل ایتالیا است.